# Joan Fuster
Joan Fuster i Ortells  (phát âm Valencia: [ʒuam fusteɾ oɾteʎs j]) (Sueca, ngày 23 tháng 11 năm 1922 -Sueca, 21 Tháng 6 năm 1992) là một nhà văn Tây Ban Nha. Ông được coi là một nhà văn lớn trong ngôn ngữ Catalan. Các tác phẩm của ông góp phần phục hồi tinh thần cánh tả, dân tộc ủng hộ Catalan tại Valencia trong quá trình chuyển đổi sang nền dân chủ Tây Ban Nha. Trong bài tiểu luận chính trị Nosaltres, els valencians (1962), ông đã đặt ra thuật ngữ Països Catalans (nước Catalan) để chỉ các vùng lãnh thổ nói tiếng Catalan, và ông tuyên bố một nhà nước độc lập Catalan tách khỏi Tây Ban Nha.